# Calouros do Ar Futebol Clube
O Calouros do Ar Futebol Clube é um clube brasileiro de futebol da cidade de Fortaleza, capital do estado do Ceará. Seu uniforme é camisa com listras verticais vermelhas, verdes e brancas, calção branco e meias brancas ou verdes. Seu mascote é o Calourinho. Seu estádio, Valdir Bezerra, tem capacidade para 3.000 pessoas.

## História
O Calouros do Ar foi fundado em 1º de janeiro de 1952. O nome é em homenagem ao conjunto musical da Base Aérea de Fortaleza e aos aspirantes a oficiais aviadores que chegavam todos anos à Base.
Em 1954, o diretor do Ceará, Ivonísio Mosca de Carvalho, almejava trazer a Fortaleza o time do Botafogo, com todas as suas estrelas, para comemorar os 40 anos alvinegro (1914-1954). Porém, problemas no calendário dos times dos dois estados foram um empecilho. Ivonísio instistiu tanto que conseguiu acertar a vinda do clube carioca.
No dia 12 de junho, o Botafogo faria uma partida diante do Calouros, uma espécie de preliminar, num sábado. A festa mesmo dos 40 anos, seria no dia seguinte, domingo, quando os visitantes enfrentariam o Ceará. Durante o jogo, o Calouros do Ar enfrentou o time carioca de igual para igual. Apesar de que, das grandes estrelas do clube alvinegro, só veio Garrincha. Didi e Nilton Santos não vieram para a partida.
O Calouros marcou 1 a 0 na etapa final, gol marcado por Orlando Ciarlini, que recém havia entrado na partida, aos 40 minutos. O jogo terminou com este mesmo placar para o Calouros, um dos maiores feitos da história do clube, comparável a conquista do campeonato estadual de 1955. O goleiro Chico Martins fez uma partida memorável, entrando para a história do futebol cearense. O goleiro pegou até pênalti, batido por Garrincha. No domingo, o Ceará perdeu por 2 x 0.
12/6/1954 - Calouros do Ar 1 x 0 Botafogo-RJ. Estádio Presidente Vargas, Fortaleza (CE). Gol: Orlando Ciarlini (40' do 2º tempo).
Arbitragem: José Tosta.
Calouros do Ar: Chico Martins; Pedrinho e Azevêdo; Wandyr, Helder (Zanata) e Índio; Luciano, Zezinho, Beto (Orlando Ciarlini) Nelsinho e Zuzinha.
Botafogo-RJ: Pianoswisky; Gerson e Floriano, Arati, Bob e Juvenal; Garrincha, Dino, Carlyle, Paulinho e Vinícius.

### Título de 1955
Em 1955, o Calouros do Ar, com apenas três anos de existência, tinha uma equipe formada, em sua maioria, pelo efetivo da Base Aérea de Fortaleza, que mantinha o time e abrigava sua sede. O Ferroviário ganhou o primeiro turno invicto. Participou também da competição o ponta esquerda José Assunção, conhecido como "Belchior", que deixou o time para seguir a carreira militar.
Já no segundo turno, veio a surpresa, com a vitória do Calouros do Ar. Na decisão, o time venceu a primeira partida por 2x0 e perdeu a segunda por 3x0, sendo necessário um jogo de desempate.
A finalíssima foi disputada apenas no ano seguinte, no dia 11 de março de 1956, e o Calouros venceu por 2x0,  gols de Zezinho e Zuzinha, conseguindo o único título do Calouros do Ar em toda a sua existência. O Tremendão foi para o jogo com a seguinte formação: Jairo; Pedrinho e Coité; Luciano, Wandyr e Jesus; Edilson Araújo, Zezinho, Beto, Hélder e Zuzinha.

### Atualidade
Em 2010, o Calouros do Ar não disputou o Campeonato Cearense por falta de condições e tirou um ano de licença da FCF, retornando em 2013, com a pretensão de subir para a 2ª divisão do estadual.
Em 2011, assume nova diretoria, que lança um projeto para o reerguimento do Calouros: o ex-jogador e técnico Gilberto Alenquer assume como presidente, renovando todas as funções no clube.
Em 2014, a equipe retorna a Terceira Divisão Cearense, não conseguindo o acesso. Assim como no ano de 2018. 
Em 2020, o clube estava confirmado na terceira divisão cearense, porém, desistiu de disputar devido a problemas internos, perdendo todas as partidas por w.o.

## Rivalidade
Tendo participado do Cearense Série C repetidas vezes, a torcida do Calouros do Ar acabou nutrindo uma certa rivalidade com o Maguary, com quem disputou várias partidas pelo terceiro escalão do futebol cearense.

## Títulos
| ESTADUAIS | ESTADUAIS           | ESTADUAIS | ESTADUAIS              |
|           | Competição          | Títulos   | Temporadas             |
| --------- | ------------------- | --------- | ---------------------- |
|           | Campeonato Cearense | 1         | 1955                   |
|           | Torneio Início      | 4         | 1955, 1958, 1968, 1971 |

## Histórico em competições oficiais

### Campeonato Brasileiro da Série B
- Participações: 1971 e 1972.

### Campeonato Cearense
- Primeira Divisão: 1953 a 1998
- Segunda Divisão: 1999 a 2004
- Terceira Divisão: 2005 a 2015, 2018, 2020